# Longroy
Longroy – miejscowość i gmina we Francji, w regionie Normandia, w departamencie Sekwana Nadmorska.
Według danych na rok 1990 gminę zamieszkiwało 590 osób, a gęstość zaludnienia wynosiła 111 osób/km² (wśród 1421 gmin Górnej Normandii Longroy plasuje się na 396. miejscu pod względem liczby ludności, natomiast pod względem powierzchni na miejscu 664.).